# Thomas Hellberg
Björn Thomas Hellberg (født 29. september 1941 i Stockholm, død 22. januar 2023) var en svensk skuespiller og instruktør. Han er blandt andet berømt for rollen som Gunvald Larsson i spillefilmen Manden på taget fra 1976. Senere i 1990'erne medvirkede han i tv-serien Rederiet, hvor han både instruerede afsnit og spillede kaptajnen Georg Lager.
Thomas Hellberg er begravet i mindelunden på Skogskyrkogården i Stockholm.

## Udvalgt filmografi
- Maria (1975)
- Vi er vel kammerater (1976)
- Manden på taget (1976)
- Dobbelt forræderi (1977)
- Skeppsredaren (tv-serie, 1979)
- An Outpost of Progress (1982)
- Mig og damerne (1983)
- Manden fra Mallorca (1984)
- Strindberg - et liv (tv-serie, 1985)
- Skuggan av Henry (tv-film, 1985)
- Svindlande affärer (1985)
- Råttornas vinter (1988, instruktør)
- Norge fri af Danmark (tv-serie, 1989)
- Blueprint (tv-serie, 1992)
- Rederiet (tv-serie, 1993-2000, også instruktør)
- Zingo (1998)
- Break Even (2004)